# Muzeum Historii Azerbejdżanu
Muzeum Historii Azerbejdżanu (azer. Azərbaycan Tarix Muzeyi) – muzeum założone w Baku w 1920, jest największym muzeum Azerbejdżanu i jednym z największych na całym Zakaukaziu.
Muzeum mieści się w zabytkowej willi znanego azerskiego magnata naftowego i mecenasa sztuki Hacı Zeynalabdina Tağıyeva, zbudowanej w latach 1895-1896. Willa Tağıyeva jest dziełem polskiego architekta Józefa Gosławskiego (1865-1904). Budynek prezentujący styl nawiązujący do włoskiego renesansu zajmuje cały kwartał między ulicami. Gdy bolszewicy zajęli Baku i przejęli władzę w Azerbejdżanie, decyzją Ludowego Komisariatu z 25 października 1920 w budynku powstało „Państwowe Muzeum Azerbejdżańskiej SRR”. Po odzyskaniu niepodległości, muzeum przyjęło obecną nazwę. W 2008 roku z inicjatywy prezydenta İlhama Əliyeva muzeum przeszło remont, w wyniku którego uzyskane zostały światowe standardy. Dodatkowo 8 z sal poświęcono pierwszemu właścicielowi budynku Hacı Zeynalabdinowi Tağıyevowi.
Obecnie, wraz z 10 kolekcjami, w muzeum znajduje się 5 wydziałów akademickich, w tym archeologii, etnografii i numizmatyki, a także laboratorium konserwatorskie.
Ekspozycja muzealna zajmuje 35 sal i ukazuje historię kraju od czasów paleolitu do współczesności. Kolekcja archeologiczna liczy 22 000 eksponatów - narzędzia z okresu paleolitu, mezolitu, neolitu i eneolitu; przedmioty użytkowe z brązu, żelaza; naczynia ceramiczne i porcelanowe i ozdoby. Szczególnie ważnym eksponatem jest znaleziony w jaskini Azych (nieopodal miasta Füzuli w Górskim Karabachu) fragment szczęki człowieka pierwotnego sprzed około 350 tys. lat.
Dział numizmatyczny muzeum posiada ponad 150 tys. monet z różnych okresów i z różnych części świata (w tym lokalne monety z czasów panowania szachów Szyrwanu). Ponadto w kolekcji znajduje się wiele obiektów takich jak ordery, medale, różne odznaki, banknoty, pieczęcie czy znaczki pocztowe.
Zbiory etnograficzne obejmują ok. 9 tys. przedmiotów, spośród których na szczególną uwagę zasługują stroje ludowe z różnych regionów oraz kolekcje dywanów.
Kolekcja broni, w większości pochodzenia wschodniego, liczy ponad 600 eksponatów z różnych epok i krajów. Najciekawsze są kaukaskie kindżały, które zyskały światową renomę dzięki zaletom bojowym i artystycznemu wykonaniu.

## Galeria

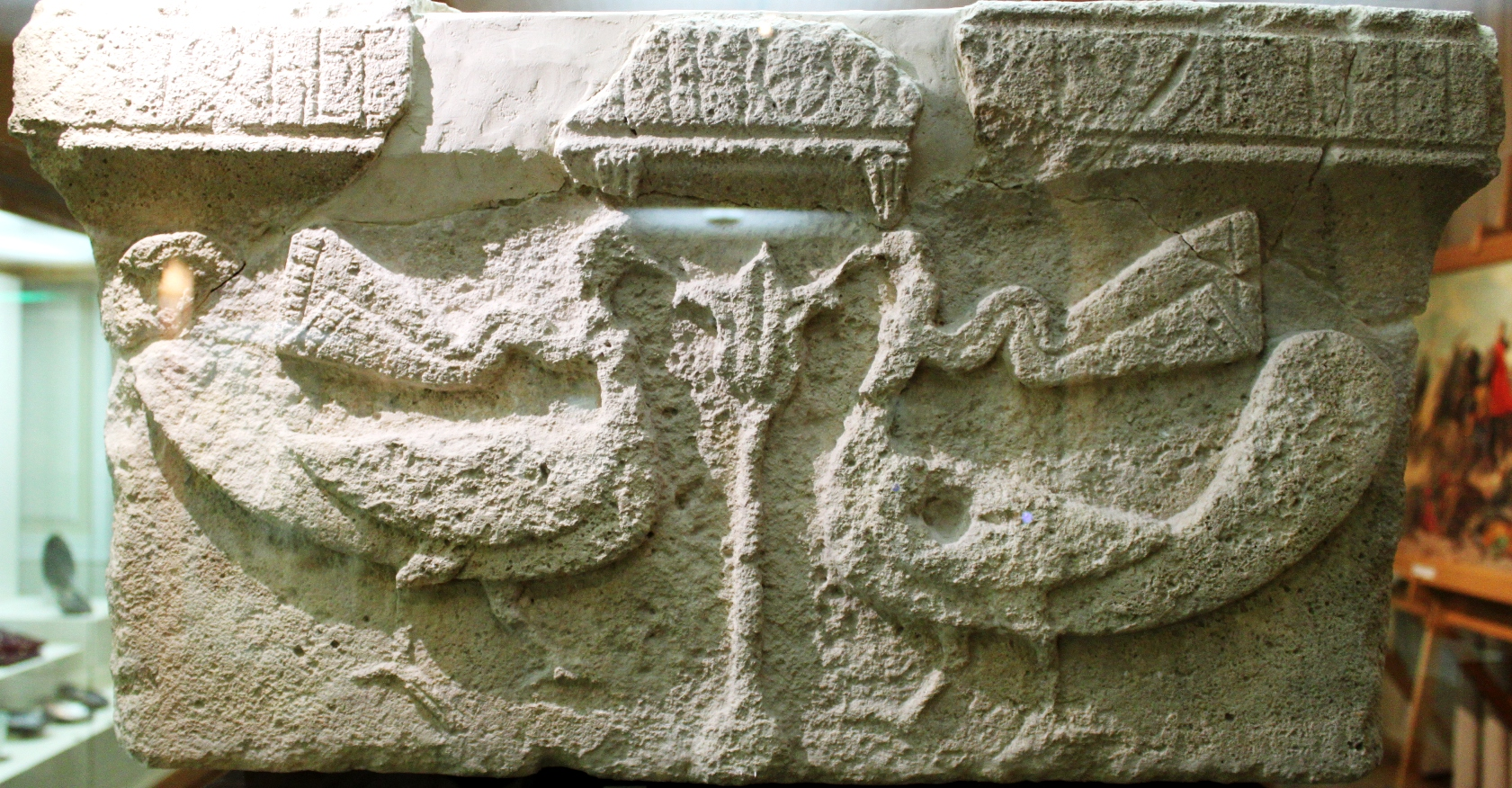
Kapitel kościoła (VI-VII w.) z czasów Albanii Kaukaskiej
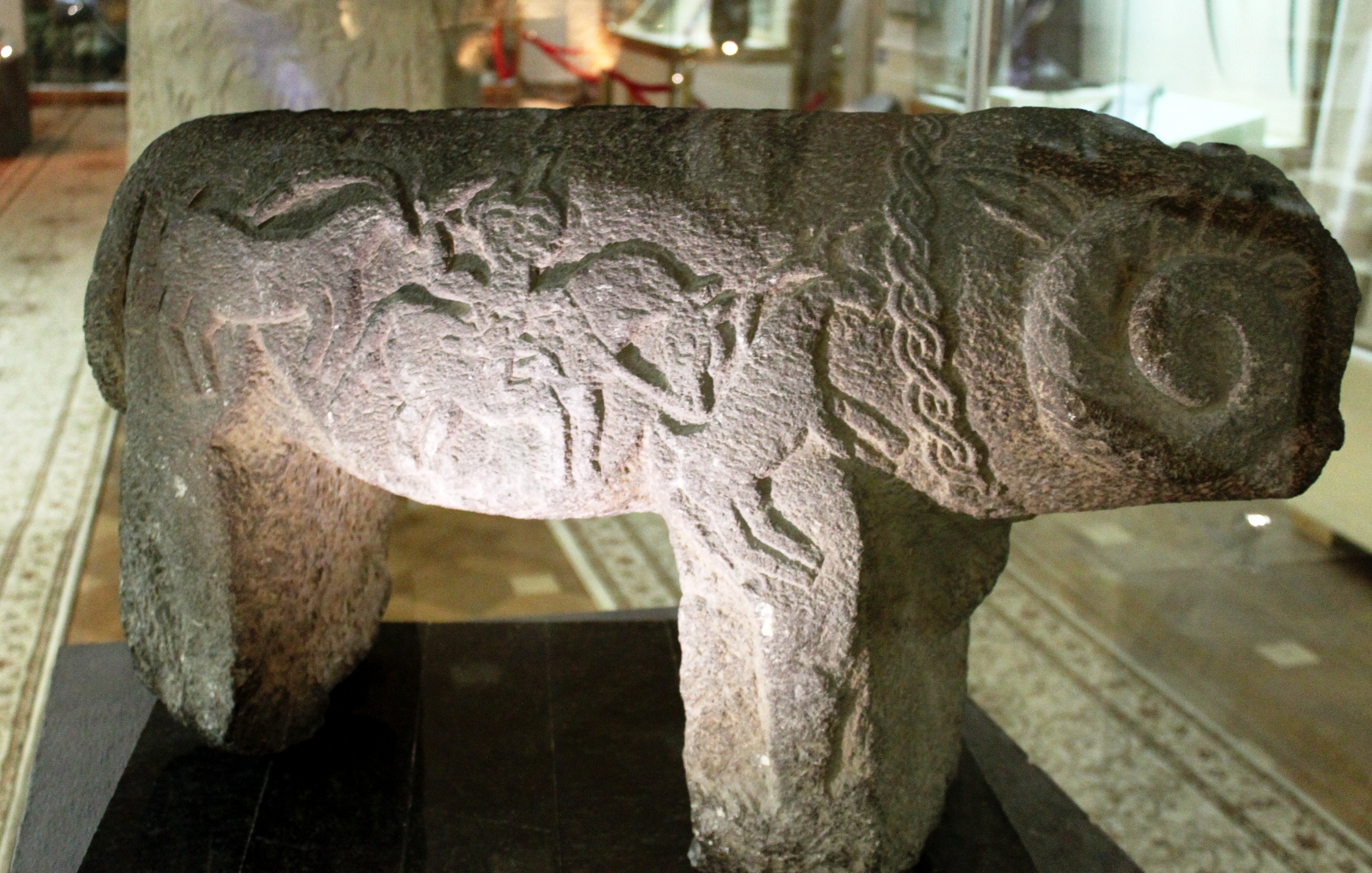
Kamienna statua barana z Nachiczewanu
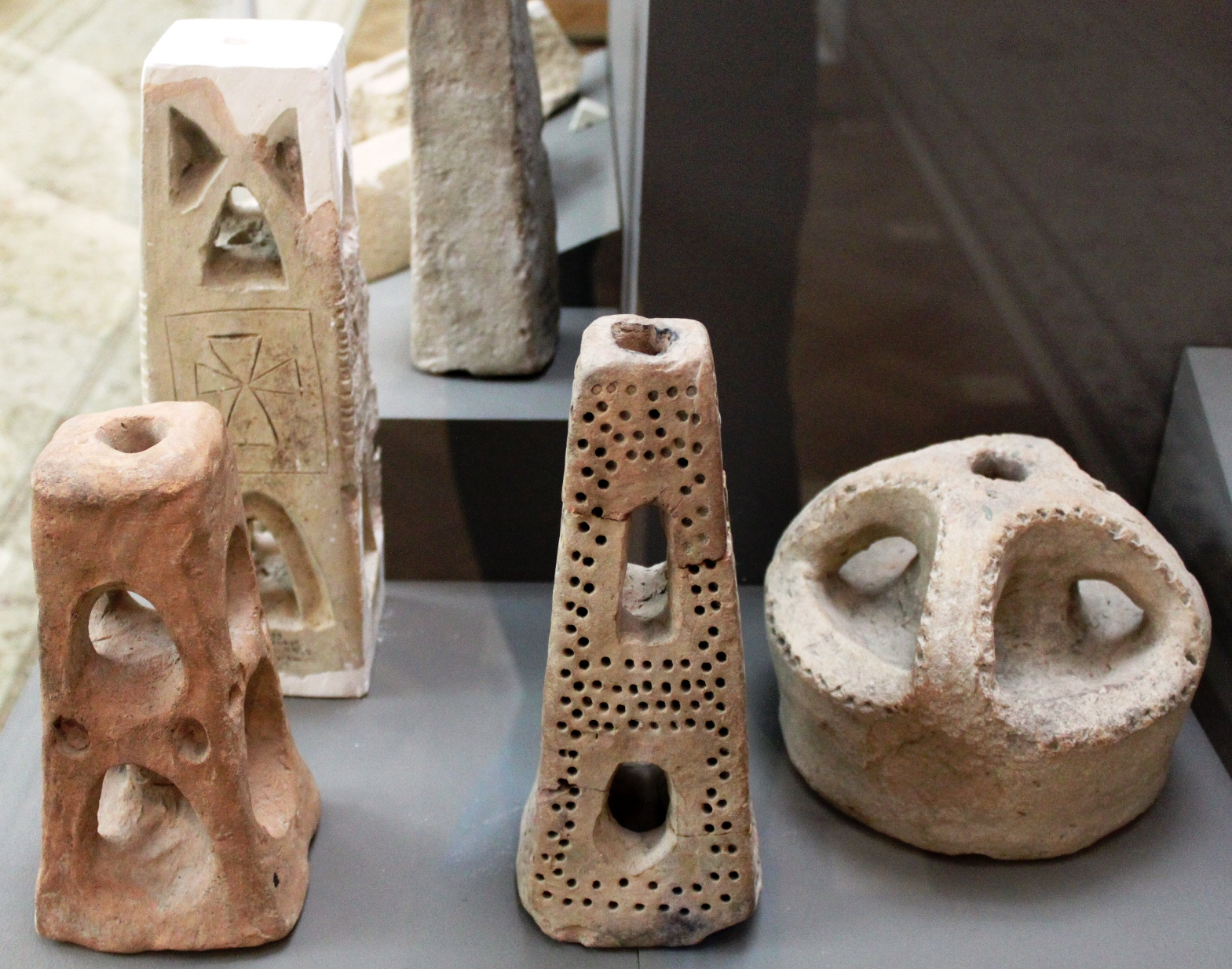
Świeczniki odkryte podczas wykopalisk archeologicznych w kościele (VI-VII w.) w Mingeczaur
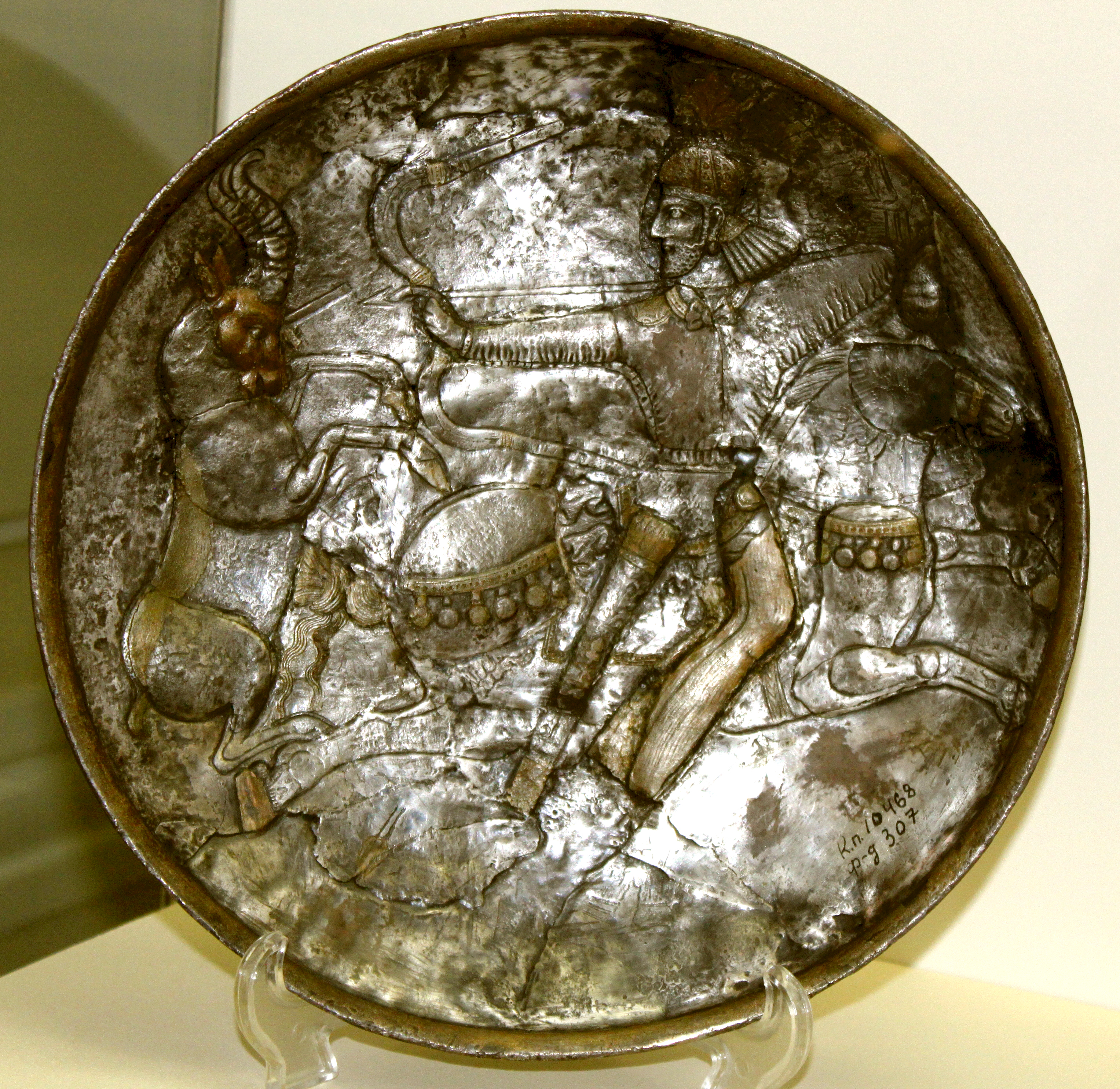
Miedziane garnki z miejscowości Xınıslı
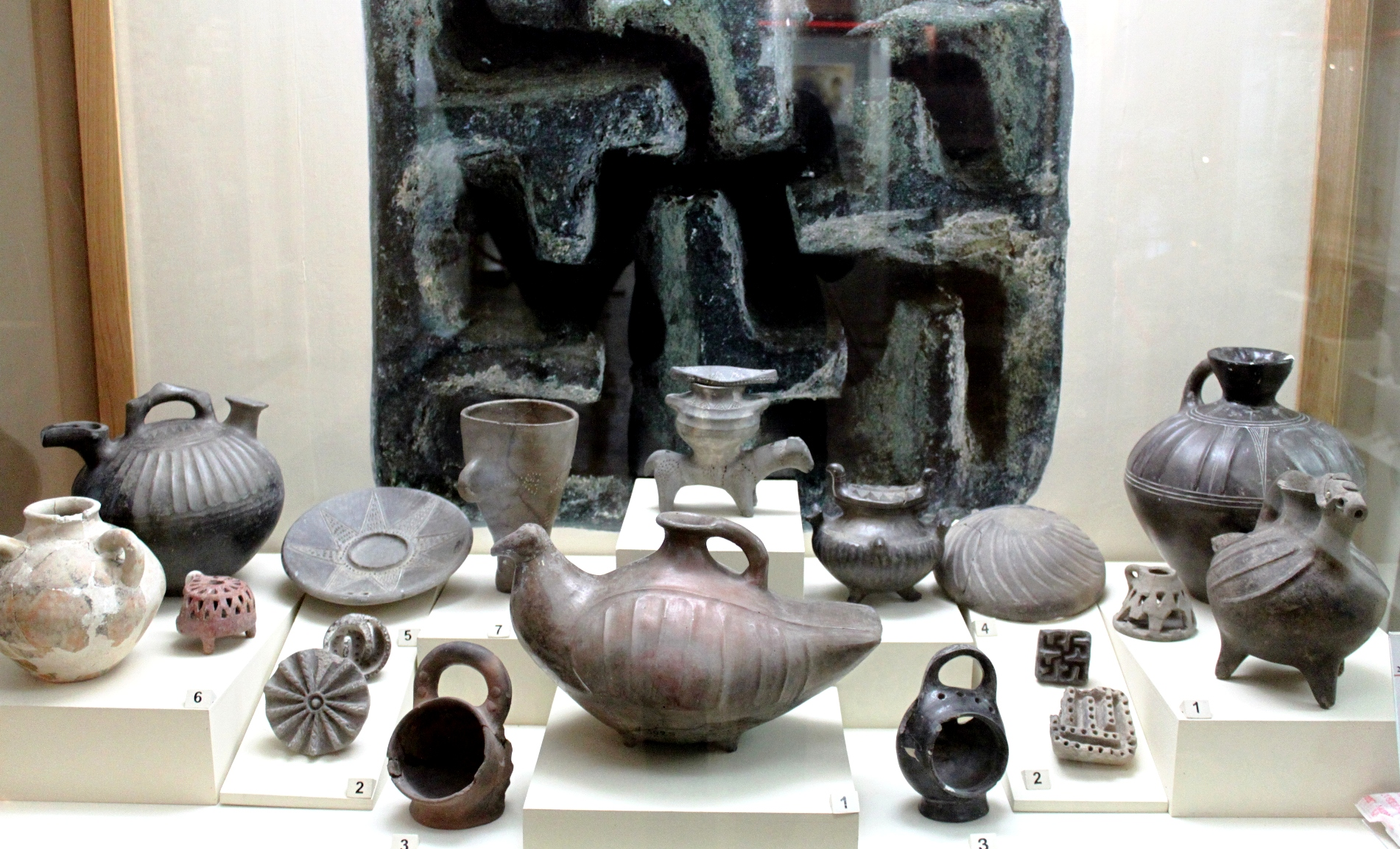
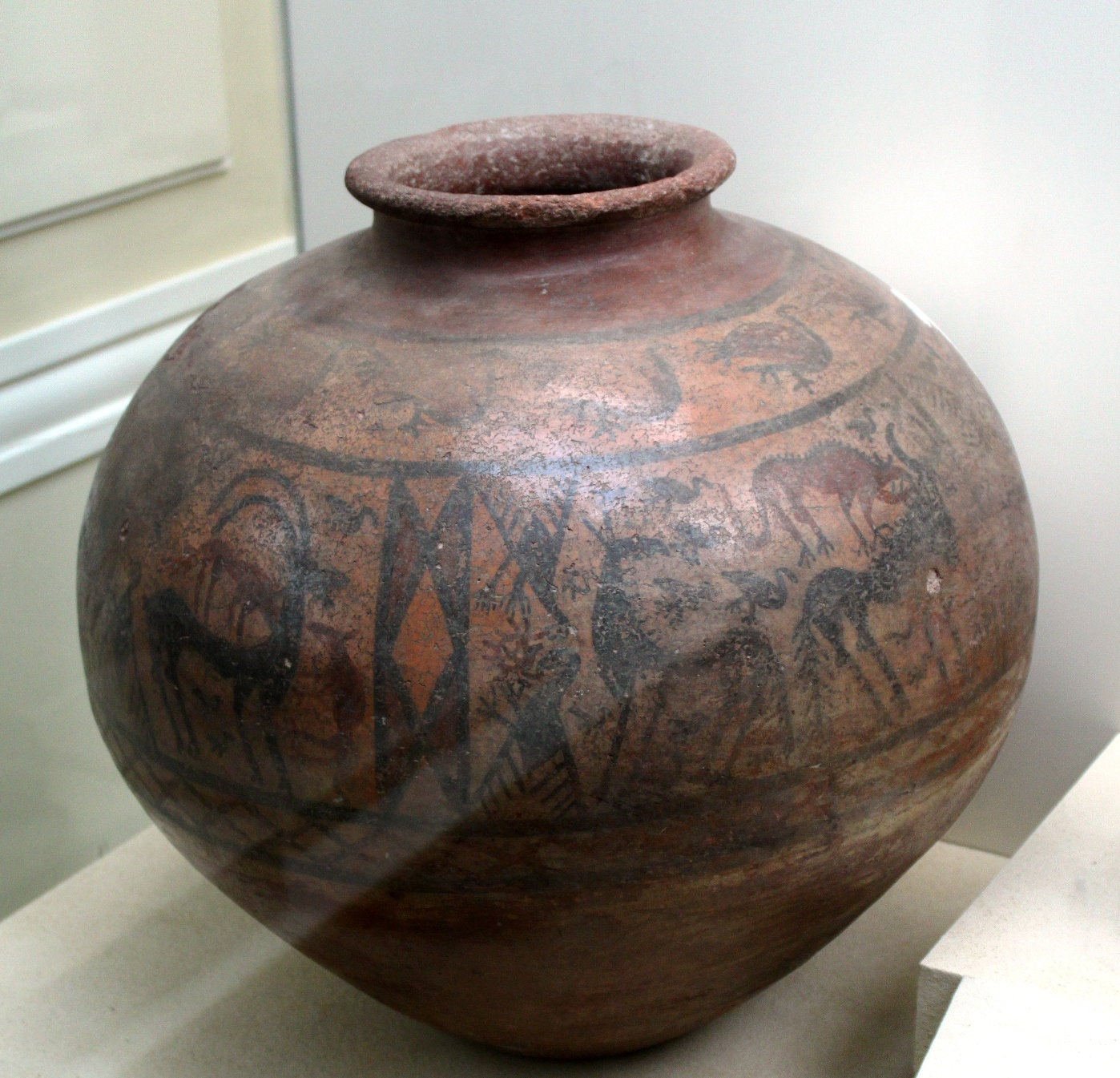
Naczynie z wioski Şahtaxtı (Rejon Kəngərli) z połowy I tys. p.n.e.
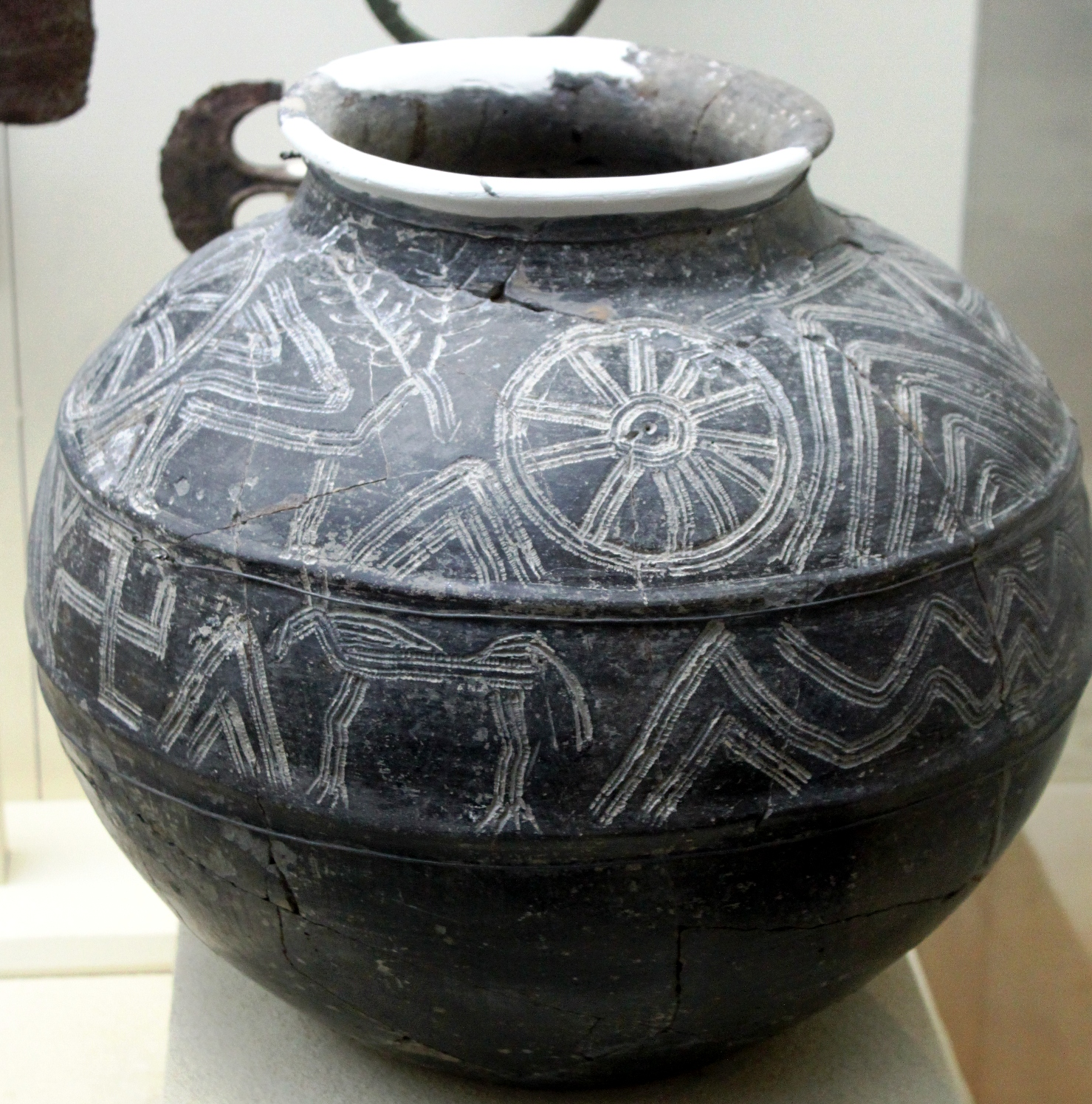
Gliniane naczynie z XVI-XV w. p.n.e. znalezione podczas wykopalisk w wiosce Qaracəmirli (Rejon Şəmkir)
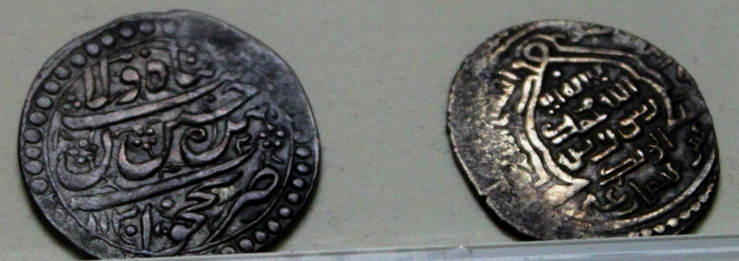
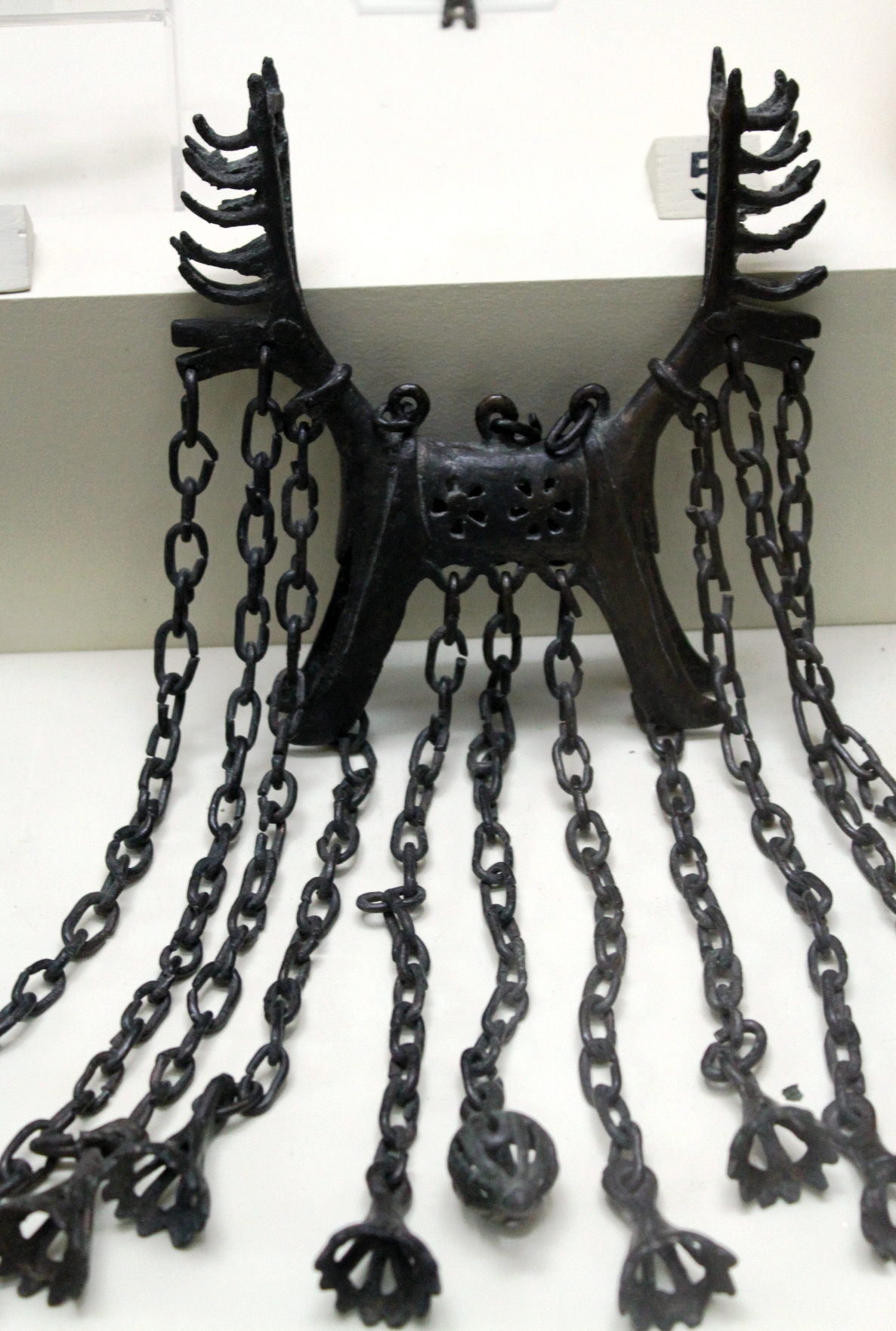
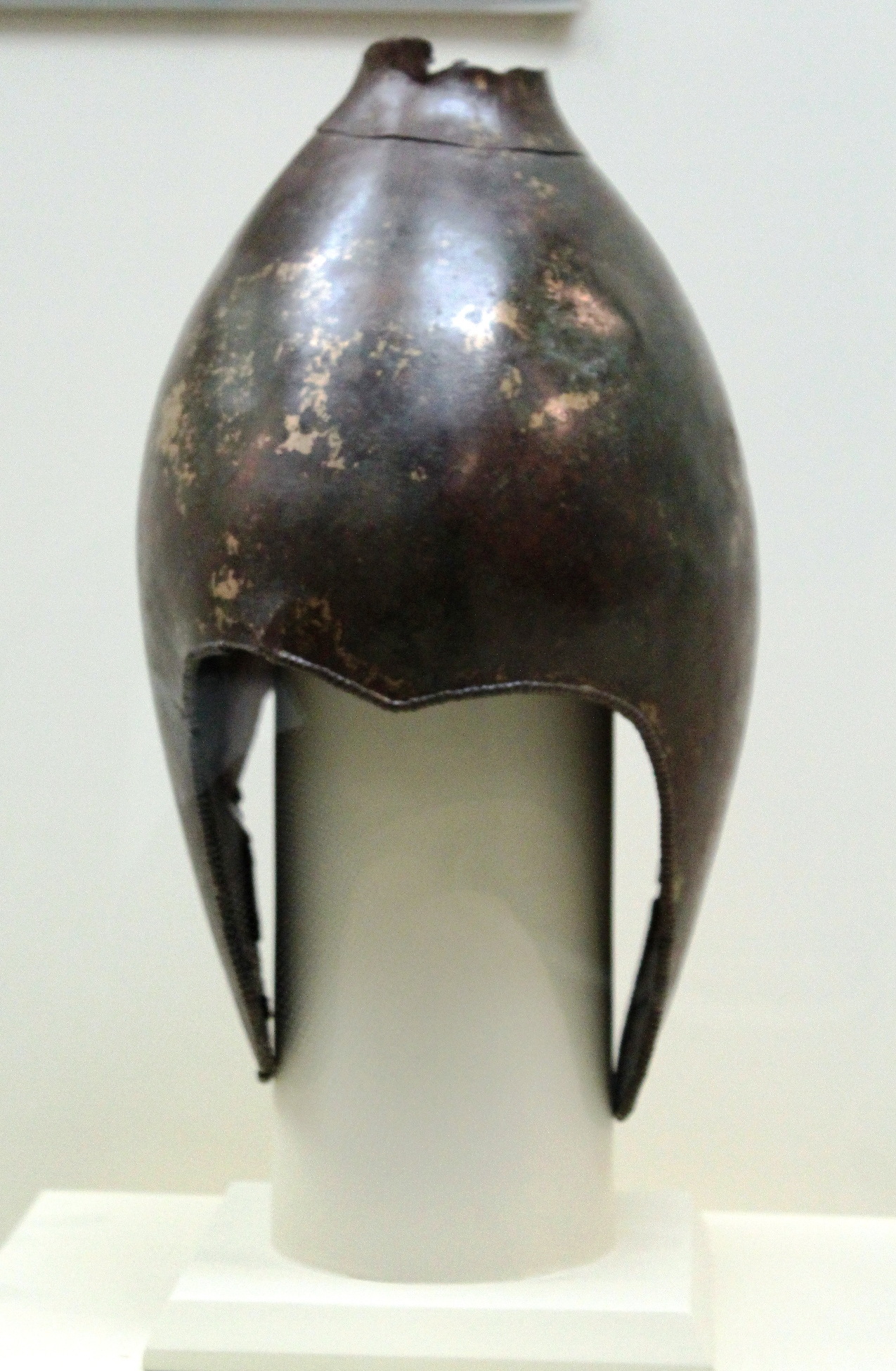
Hełm żołnierza Albanii Kaukaskiej znaleziony w rejonie Ağsu
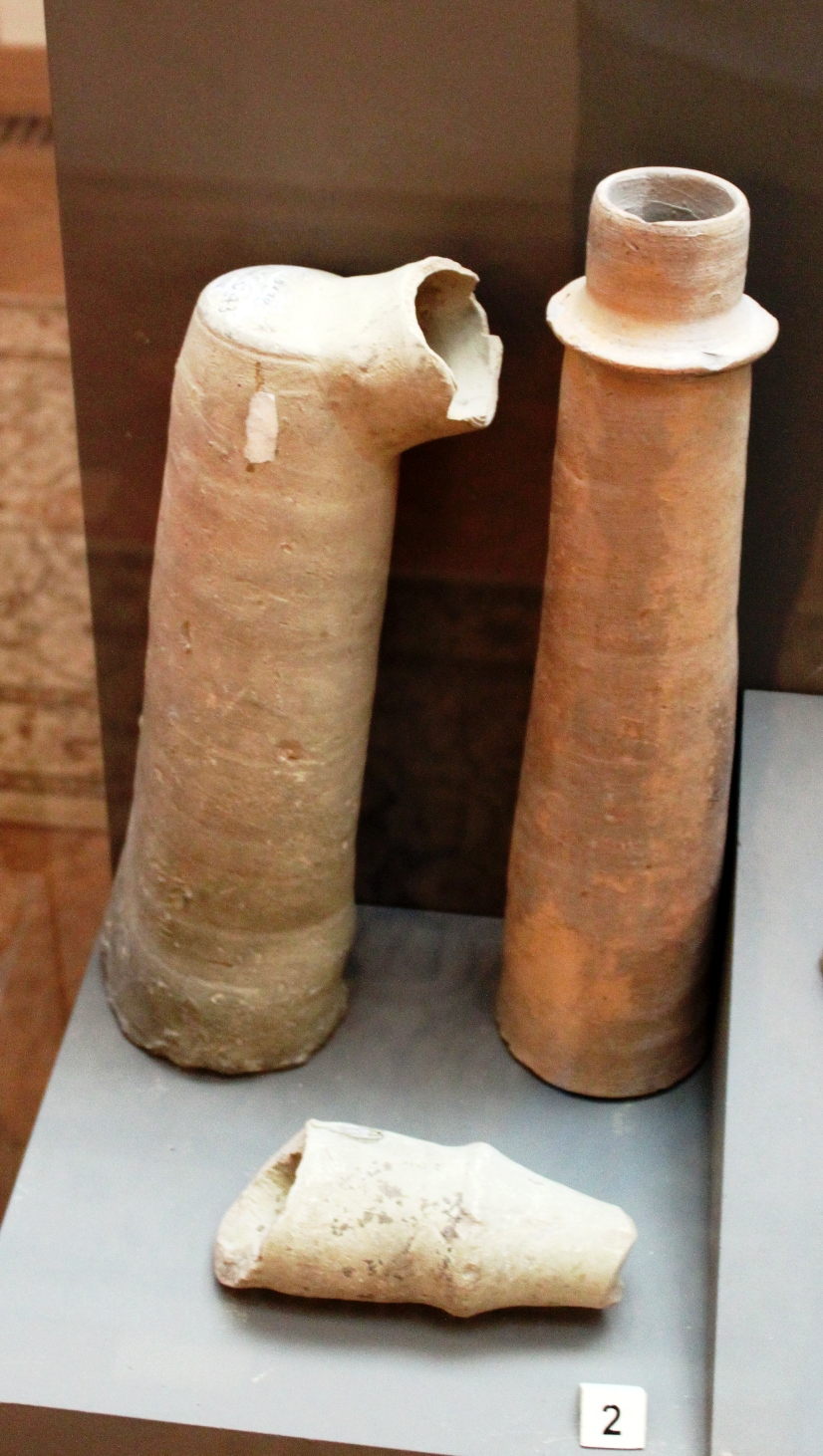
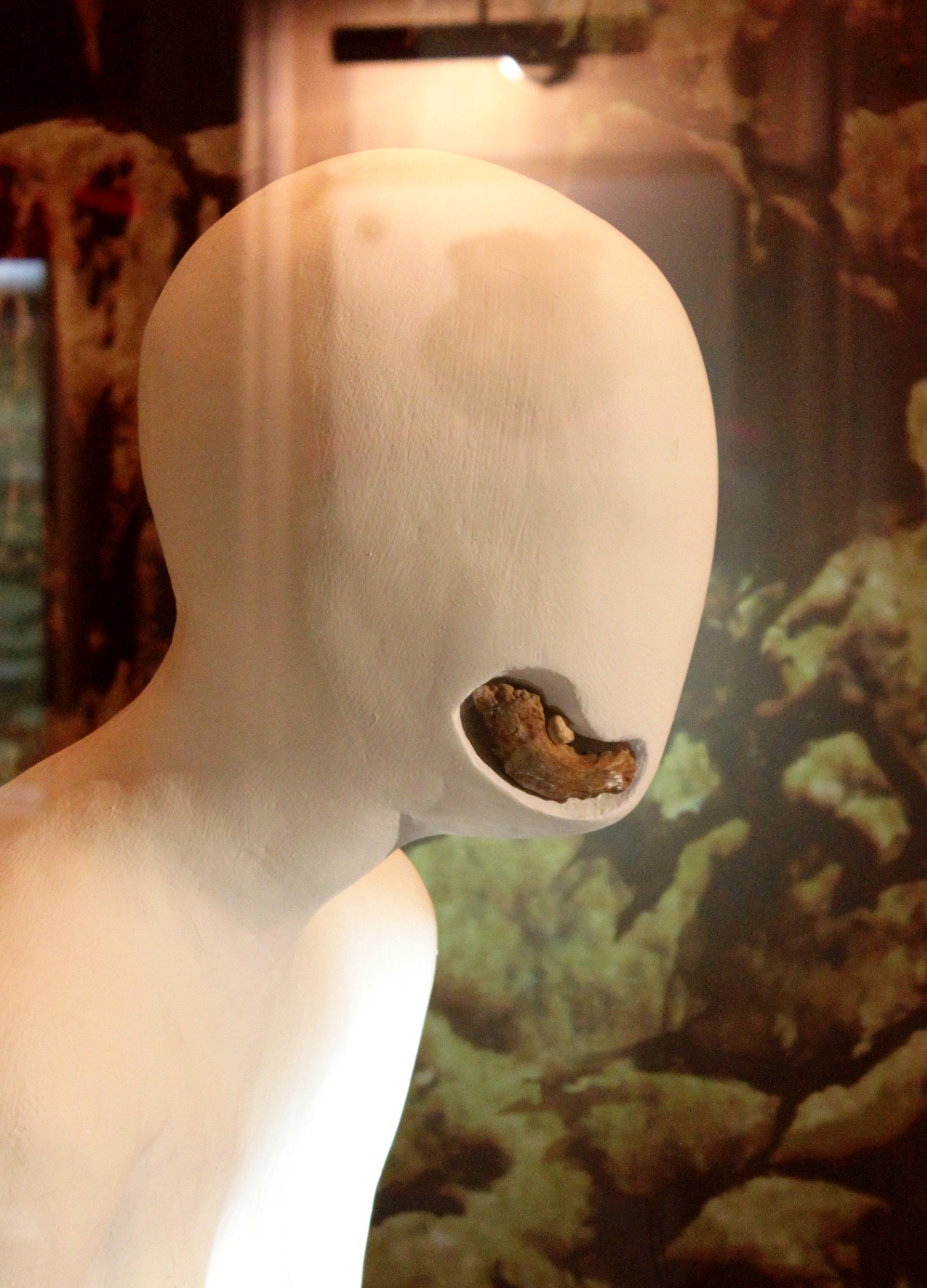
Fragment szczęki znalezionej w jaskini Azych w Górskim Karabachu
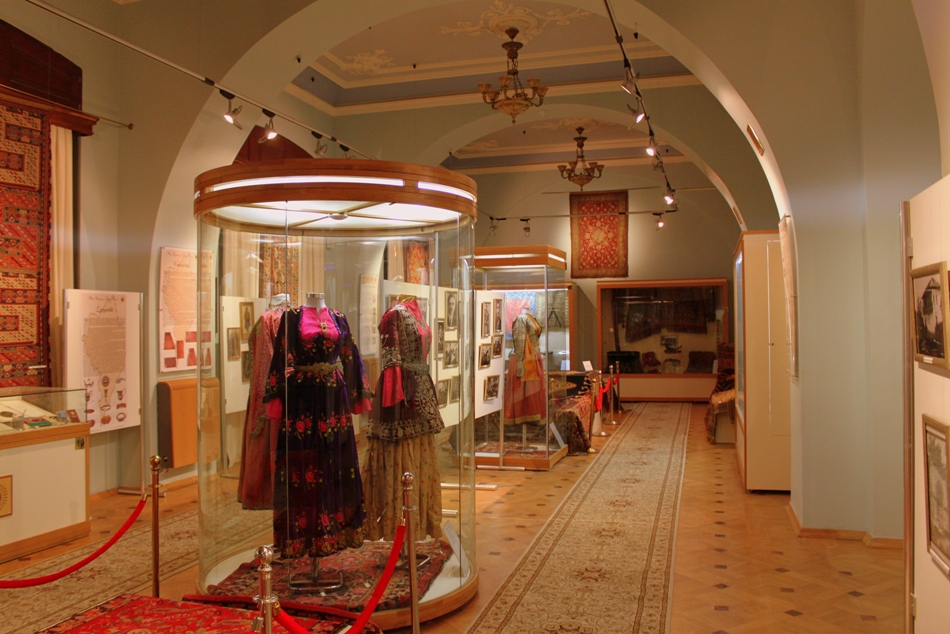
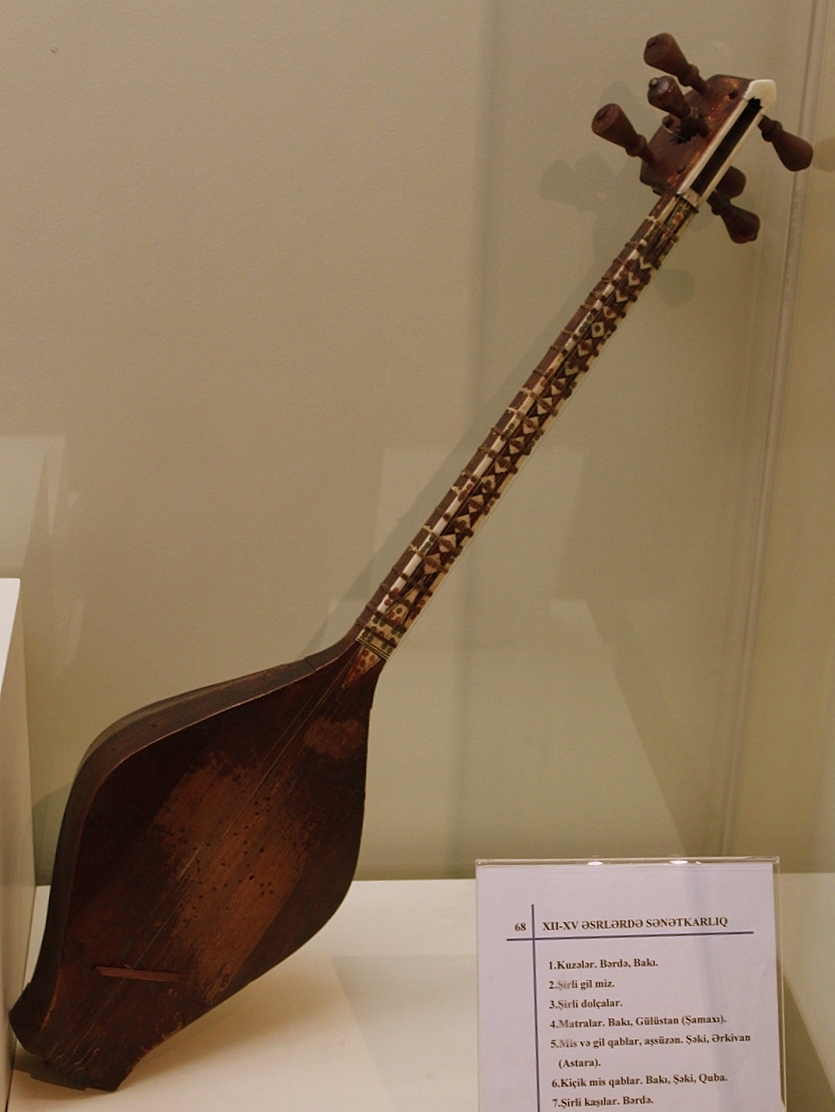
Çoğur - instrument muzyczny popularny między XII a XVI wiekiem
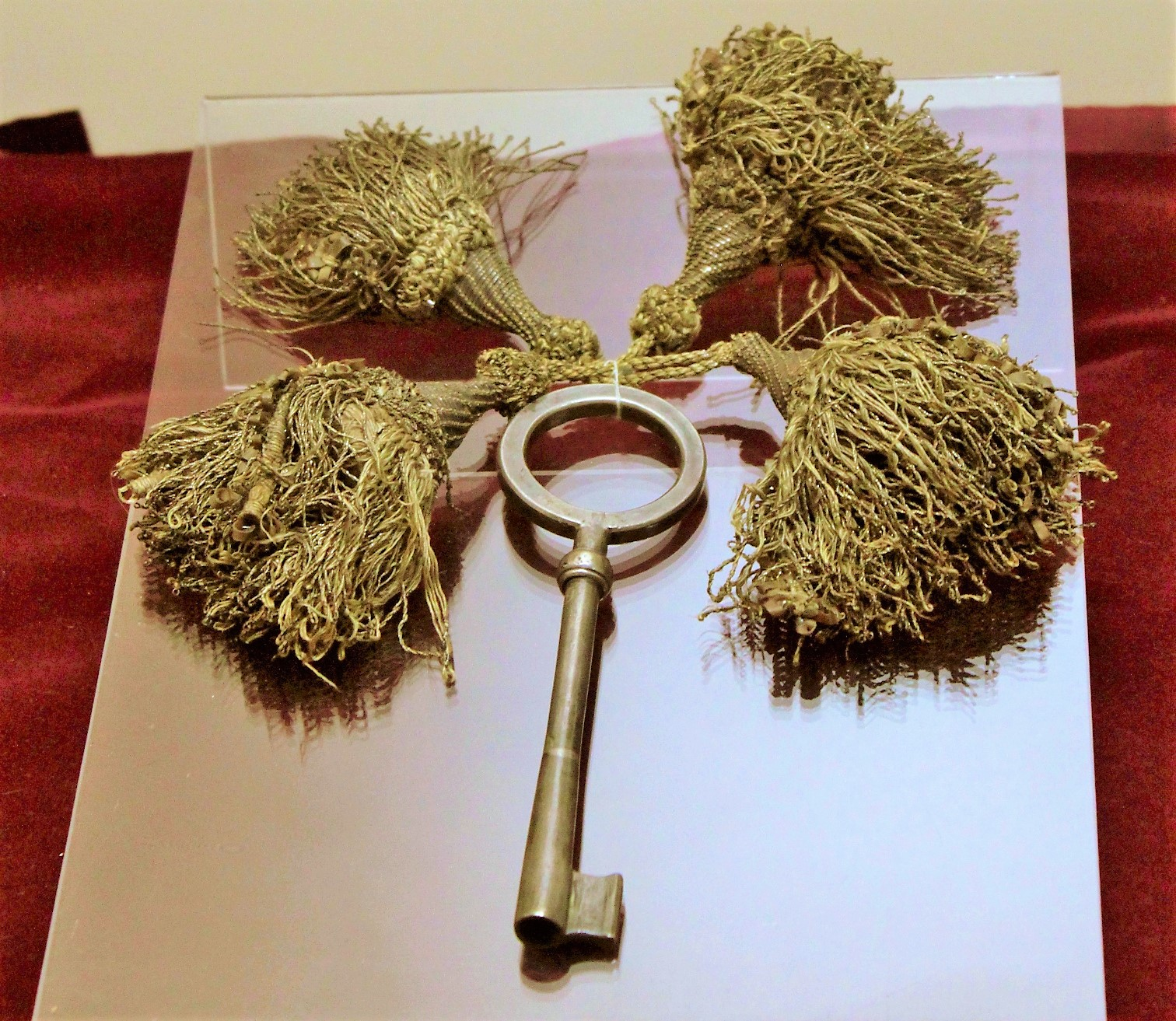
Klucz do twierdzy w mieście Şuşa
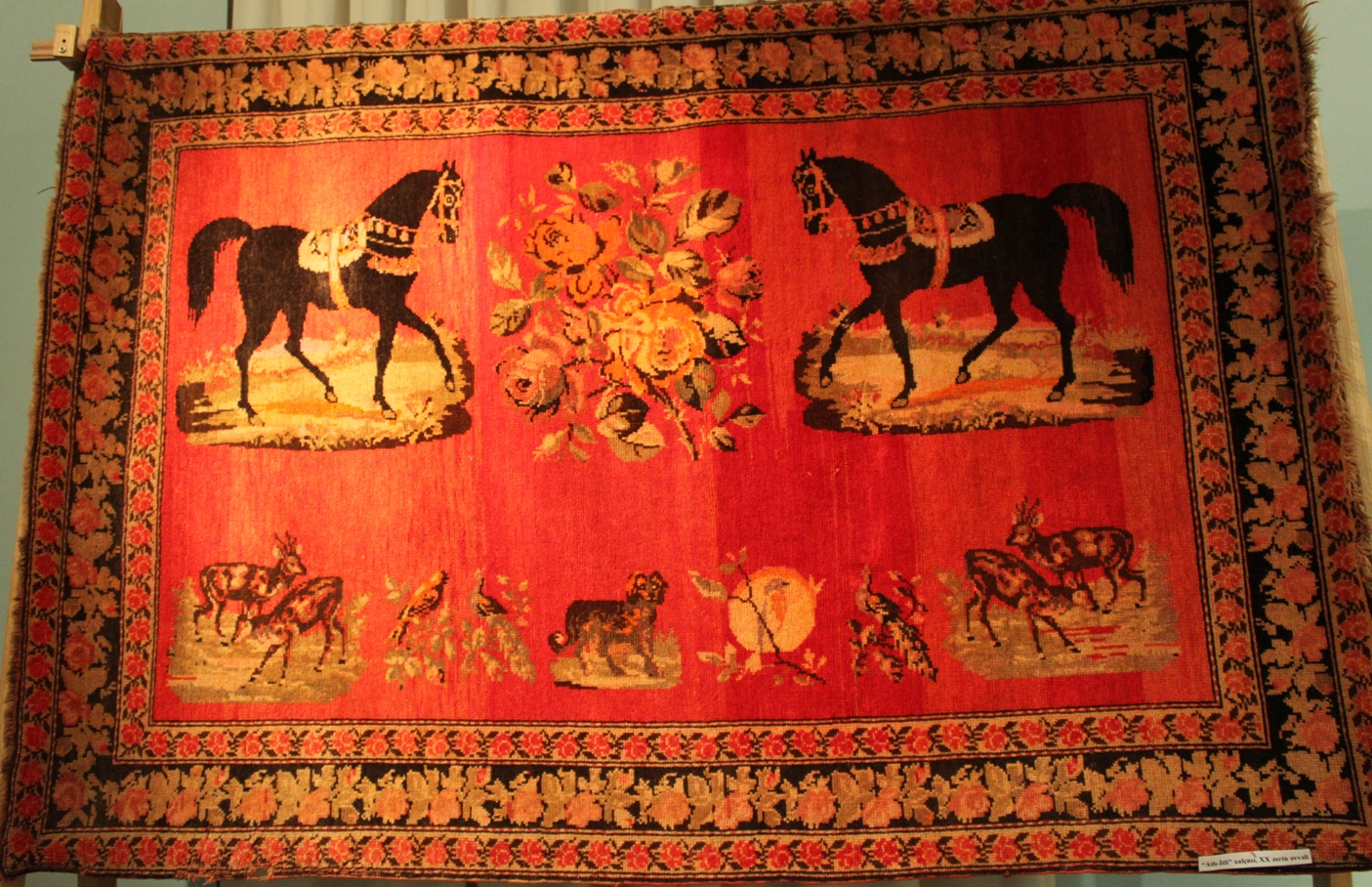
Dywan z Karabachu z początków XX w.